# 押立神社
押立神社（おしたてじんじゃ）は、滋賀県東近江市北菩提寺町にある神社である。大門と本殿は南北朝時代の建立とされ、いずれも国の重要文化財に指定されている。

## 概要
押立神社では60年に一度、奇祭として知られる「ドケ祭り」が行われており、次回の開催は2031年である。長周期ゆえの伝承の難しさから、近年では保存会が毎年節分祭に合わせて押立神社境内で「ドケ踊り」を披露している。

## 祭神
火産霊神（ホウブスナガミ）と伊邪那美神（イザナミ）を祭神とし、このうち伊邪那美神は神護景雲元年（767年）に加賀白山から遷座されたものである。

## 文化財

### 重要文化財（国指定）
- 本殿
- 大門

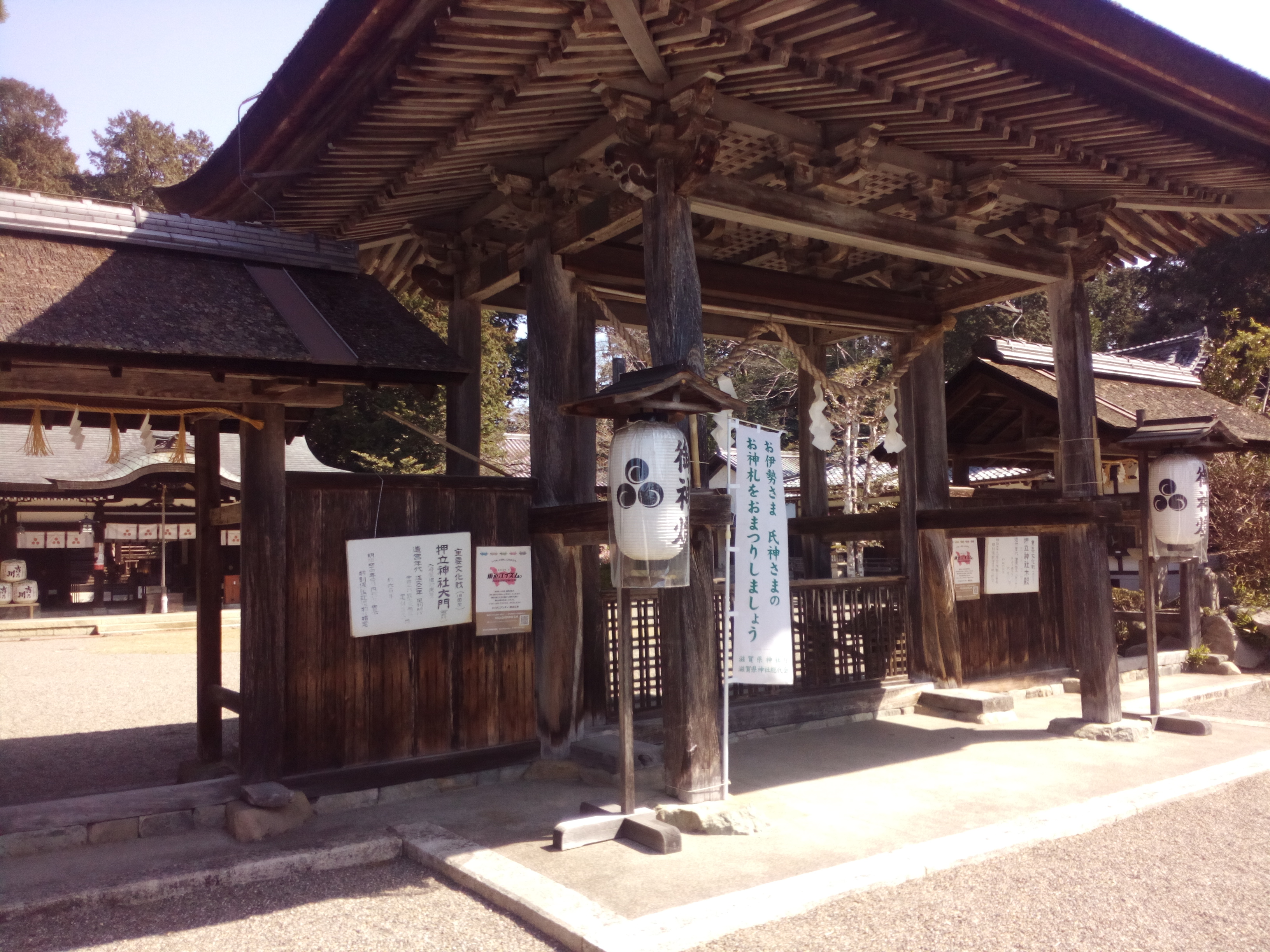
大門（重要文化財）
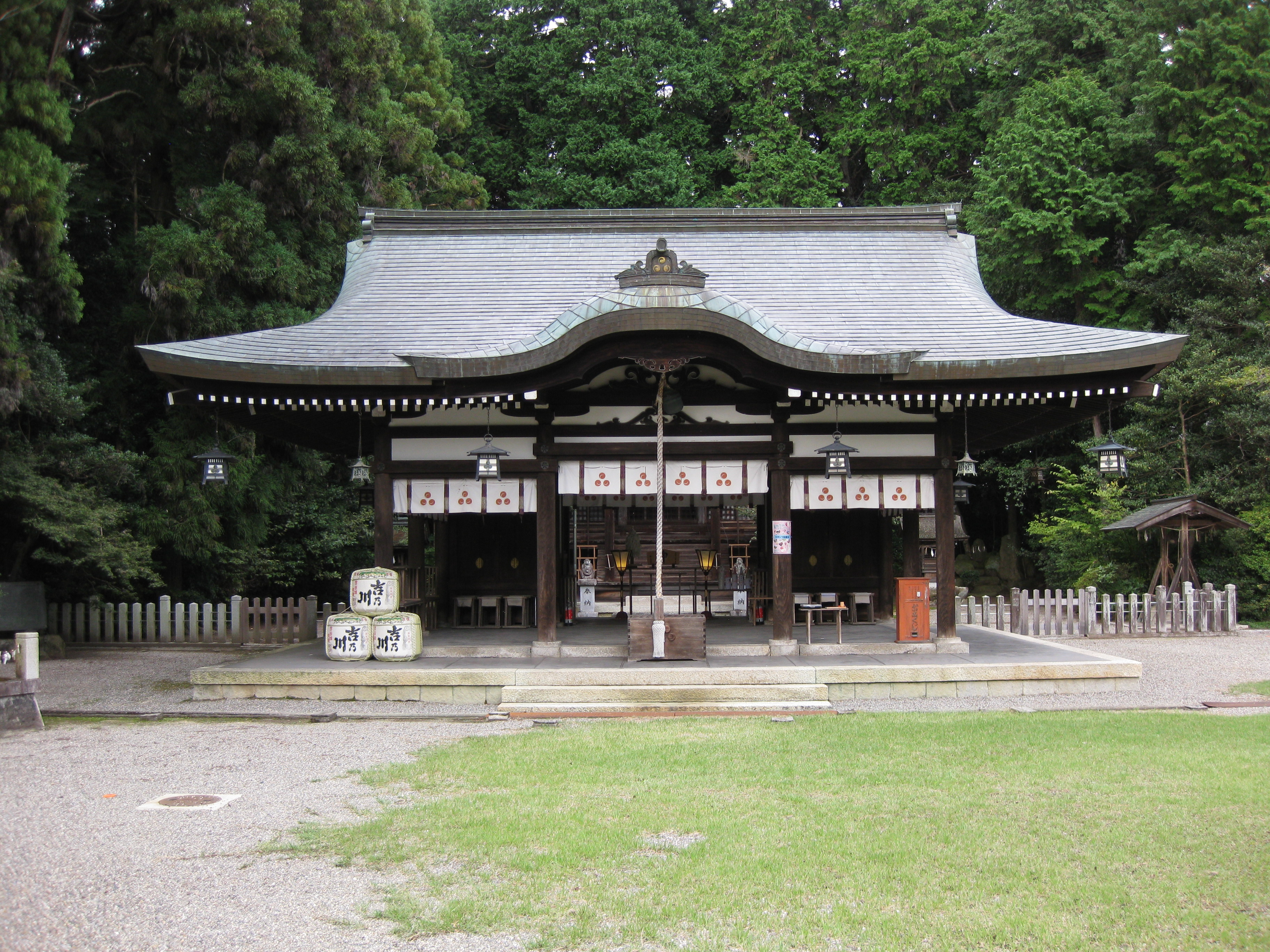
拝殿

## 社叢林
周辺は「押立神社の社叢林」として滋賀県の緑地環境保全地域に指定されている（面積3.90ha、1989年（平成元年）8月30日指定）。